# إدواردو باكاري
إدواردو باكاري (بالإيطالية: Eduardo Baccari)‏ سياسي إيطالي. تولى حكم برقة الإيطالية لفترة قصيرة عام 1922. وقد عينه في ذلك المنصب جيوفاني أميندولا [الإنجليزية] آخر وزير إيطالي للمستعمرات قبل مجئ الفاشسيت للحكم في أكتوبر 1922 إلى أن ثُبت حكمهم.

## وصلات خارجية
Eduardo Baccari 